# Grupa Armii E
Grupa Armii E (niem. Heeresgruppe E) – niemiecka grupa armii podczas II wojny światowej.

## Utworzenie i walki
Utworzona w styczniu 1943 roku na okupowanych terenach Królestwa Jugosławii i Państwa Greckiego. W jej skład wchodziły wojska okupujące Serbię, Niepodległe Państwo Chorwackie, Saloniki, południową Grecję, twierdzę Kreta i siły morskie na Morzu Egejskim. Po kapitulacji Królestwa Włoch podlegały jej także terytorialne dowództwa i korpusy na obszarze Grecji i Królestwa Albanii. Wojska Grupy Armii E przeprowadzały głównie operacje przeciwpartyzanckie. Po wkroczeniu Armii Czerwonej na Bałkany, oraz po kapitulacji Królestwa Rumunii i Carstwa Bułgarii, wojska te zostały zagrożone odcięciem. Od września 1944 roku zaczęły opuszczać Grecję i Albanię, broniąc linii Skopje, Kraljevo i Sarajewo. Resztki wojsk Grupy Armii E przebiły się do Chorwacji i Królestwa Węgier, gdzie walczyły do marca 1945.

## Skład w lutym 1943
- Kreta:
  - 22 Dywizja Piechoty,
  - Załoga twierdzy Kreta,
  - 11 Dywizja Polowa Luftwaffe,
  - Dywizja Sienna (włoska)
- Serbia:
  - 704 Dywizja Piechoty,
  - oddziały bułgarskie
- Chorwacja:
  - 714 Dywizja Piechoty,
  - 717 Dywizja Piechoty,
  - 718 Dywizja Piechoty,
  - 7 Ochotnicza Dywizja Górska SS Prinz Eugen,
  - 369 Dywizja Piechoty (chorwacka),
  - 373 Dywizja Piechoty (chorwacka),
  - 187 Dywizja Piechoty

## Skład w kwietniu 1944
- Kreta: 22 Dywizja Piechoty, 133 Dywizja Piechoty
- LXVIII Korpus Armijny: 41 Dywizja Piechoty, 117 Dywizja Strzelców, 11 Dywizja Polowa Luftwaffe
- II Korpus Armijny (bułgarski): 28 Dywizja Bułgarska, 16 Dywizja Bułgarska, 7 Dywizja Bułgarska
- oddziały dyspozycyjne: Dywizja Szturmowa Rhodos, 4 Dywizja Grenadierów Pancernych SS Polizei, 104 Dywizja Strzelców